# 村田数之亮
村田 数之亮（むらた かずのすけ、1900年11月30日 - 1999年1月20日）は、日本の西洋史学者。大阪大学名誉教授。
古代ギリシア史が専門。

## 生涯
京都府出身。1924年東京帝国大学文学部西洋史学科卒。京都帝国大学大学院進学。
1936年ヨーロッパに留学。帰国後京都帝大講師、1948年「クレタ文明の性格」で、文学博士（京都大学）。
1949年大阪大学文学部教授。1964年定年退官、名誉教授。
甲南大学教授。

## 著書
- 『ギリシア史 西洋史講座』（雄山閣） 1932
- 『希臘美の性格』（弘文堂書房、教養文庫）1940
- 『ギリシャの瓶絵』（アルス） 1942
- 『概観西洋歴史』（河原書店） 1947
- 『史蹟の希臘』（大八洲出版、古文化叢刊）1947
- 『エーゲ文明の研究』（弘文堂） 1949
- 『概観西洋史』（創元社） 1952
- 『新書西洋史 第1 文明の生成』（創元社） 1955
- 『世界の歴史 第4 ギリシャ』（河出書房） 1968  、のち文庫
- 『英雄伝説を掘る ギリシア』（新潮社、沈黙の世界史3） 1969
- 『ギリシアの陶器』（中央公論美術出版） 1972
- 『ギリシア美術』（新潮社） 1974
- 『私のギリシア』（新潮選書） 1976
- 『エーゲ美術』（中央公論美術出版） 1979
- 『ギリシア美をもとめる』（ブレーンセンター、対話講座なにわ塾叢書） 1988

### 共編著
- 『京大西洋史 西洋古典世界』（吉原好人共著、創元社） 1949
- 『西洋美術史』（創元社） 1951
- 『エーゲ美術』（講談社、世界美術大系4） 1962
- 『西洋 第2（古代 第1）』（ 角川書店、世界美術全集26） 1962

## 翻訳
- 『希臘主義の東漸』（マイエル、二宮善夫共訳、創元社、史学叢書） 1942
- 『先史世界への熱情 シュリーマン自叙伝』（星野書店） 1942、のち改題『古代への情熱』（岩波文庫） 1954
- 『考古学の歩み』（ジョルジュ・ドー、樋口隆康共訳、白水社、文庫クセジュ） 1954
- 『神・墓・学者 考古学物語』（C・W・ツェーラム、養徳社） 1956、のち中公文庫
- 『ギリシア美術の誕生』（ピエール・ドマルニュ、高橋たか子共訳、新潮社、人類の美術） 1966
- 『ギリシア以前のエーゲ世界』（シンクレア・フッド、創元社、世界古代史双書） 1970
- 『地中海のフェニキア人』（ウィリアム・キュリカン、創元社、世界古代史双書） 1971
- 『ギリシア・クラシック美術 前480 - 前330』（ジャン・シャルボノー, ロラン・マルタン, フランソワ・ヴィラール、新潮社、人類の美術)　1973

## 参考
- 村田数之亮氏(1900～1999)〔含 略歴〕 (追悼) 宇都木慎一「山岳」1999

| スタブアイコン | サブスタブ | この項目は、まだ閲覧者の調べものの参照としては役立たない、人物に関連した書きかけの項目です。この項目を加筆・訂正などしてくださる協力者を求めています（P:人物伝/PJ:人物伝）。 |